# 門塔大廈

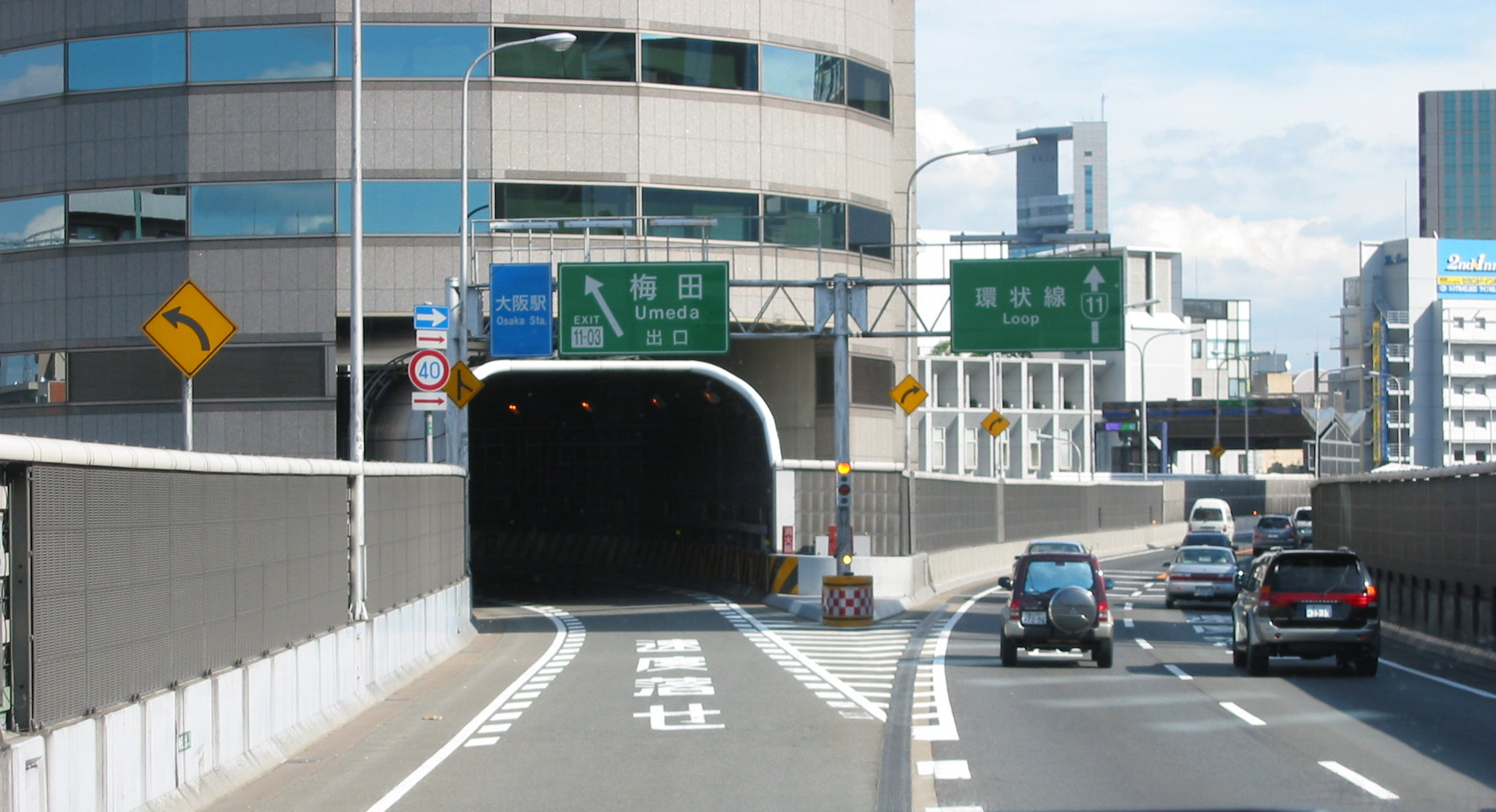
梅田出入口

門塔大廈是位於日本大阪市福島區的一棟16層樓大樓，樓高71.9 米，竣工於西元1992年。繁忙的阪神高速道路11号池田線，同時也是環狀線的梅田出口正好從其中穿越而過，但是這條公路實際上與建築本體並沒有接觸。如同一座高架橋穿過一個洞似的。它被暱稱為Bee Hive，其意為「蜂巢」、「熱鬧場所」。

## 概述
此座大樓採用「雙中心設計形式」，即將電梯、樓梯、管道、廁所等安排在建築的兩側。大樓的五至七樓區分地上權為阪神高速道路所租借，大樓內電梯從四樓直升至八樓，五至七樓無法搭乘電梯。五至七樓的結構除了高速道路使用的部分之外，其餘為樓梯和電梯等設施。此外，大樓屋頂為直升機停機坪。
高速道路本身與建築物並無接觸，而是完全地獨立，因此即使將建築物拆解，高速道路也不會受影響。大樓貫通部分因加裝了防音防震設備，內部感覺不到噪音及振動。

## 歷史
起初，此土地的所有權者於明治時期初便開始在此經營薪炭業等，由於社屋老朽而打算於1983年改建，然而有礙於當時的都市計劃，阪神高速道路將通過此地而無法獲得建築許可。雖然如此，所有權者卻不願退讓，而和當時的阪神高速道路公團交涉了約五年之久，最後達成讓高速道路貫通此大樓的協定，於1992年完成大樓興建。
讓高速道路通過的都市計劃，其實是需要買收用地才可施工，當時因許多所有權者的關係而無法順利買收成功的問題，因此日本政府於1989年修改了一部份的《道路法》、《都市計劃法》、《都市再開發法》及《建築基準法》，制定了認定道路和建築物為一體的「立體道路制度」。原本此制度是為促進建設東京都港區虎之門周邊的環狀2號線為目的，雖然結果並不適用此建設，卻制定出可讓高速道路貫通的大樓的條例。因「地上為建物、地下為道路」是一般的配置，道路貫通大樓的案例極為稀有，而門塔大廈成為了日本第一棟利用「立體道路制度」而興建的大樓。

## 簡介
- 地址：日本大阪市福島區福島5丁目4番21号
- 竣工年份：1992
- 佔地面積：2,353m2
- 建築面積：760m2
- 總建築面積：7,956m2
- 結構系統：鋼筋混凝土和部分鋼架
- 總高度：71.9m
- 層數：地上16層、地下2層、塔屋1層
- 建築類型：辦公大樓
- 託建人：Suezawa Sangyo Co. Ltd.
- 主承包商：佐藤工業有限公司（Sato Kogyo Co. Ltd.）
- 建築師：Azusa Sekkei, Yamamoto-Nishihara Kenchiku Sekkei Jimusho

## 外部連結
- Sato Kogyo construction achievements
- Hanshin Expressway Corporation
- Hanshin Expressway and Gate Tower Building Photoset （页面存档备份，存于）
- ゲートタワービル　（ビーハイブ）
- TKP大阪梅田ビジネスセンター